# Тобаділль
Тобаділль (нім. Tobadill) — громада округу Ландек у землі Тіроль, Австрія.
Тобаділль лежить на висоті 1136 м над рівнем моря і займає площу 16,48 км². Громада налічує 497 мешканців.
Густота населення 30/км².
|                                    |
| Тобаділль на мапі округу та землі. |

 Адреса управління громади: Nr. 38, 6552 Tobadill.